# Martin Carthy
Pour les articles homonymes, voir Carthy.
 (juin 2016).
Si vous disposez d'ouvrages ou d'articles de référence ou si vous connaissez des sites web de qualité traitant du thème abordé ici, merci de compléter l'article en donnant les références utiles à sa vérifiabilité et en les liant à la section « Notes et références ».
Martin Carthy est un chanteur et guitariste britannique de folk né le 21 mai 1941.

## Biographie
Il s'est fait connaître en tant que jeune musicien dans les tout débuts du folk revival (renouveau folk), et il est resté l'une des figures les plus influentes de la musique traditionnelle britannique, inspirant ses contemporains, tels que Bob Dylan et Paul Simon, et plus tard des artistes tels que Richard Thompson[réf. nécessaire]. Il joue également du banjo et de la mandoline. Il a été membre du groupe Steeleye Span en 1971, le temps d'enregistrer deux albums avec la formation, "Please To See The King" et "Ten Map Mop, Or Mr Reservoir Butler Rides Again", "deux albums de très bonne qualité (...), avant que (...) Carthy ne parte (...) reprendre sa carrière solo".

## Discographie[2],[3]
Albums originaux enregistrés en studio  (en solo ou avec Dave Swarbrick)
- Martin Carthy (1965) avec Dave Swarbrick
- Second Album (1966) avec Dave Swarbrick
- Byker Hill (1967) avec Dave Swarbrick
- But Two Came By (1968) avec Dave Swarbrick
- Prince Heathen (1969) avec Dave Swarbrick
- Please To See The King (1971), avec Steeleye Span.
- Ten Map Mop, Or Mr Reservoir Butler Rides Again (1971), avec Steeleye Span.
- Landfall (1971)
- Shearwater (1972. Réédité en 2005 avec trois nouveaux morceaux)
- Sweet Wivelsfield (1974)
- Crown of Horn (1976)
- Because It's There (1979)
- Out of the Cut (1982)
- Right of Passage (1988)
- Life and Limb (1990) avec Dave Swarbrick
- Skin and Bone (1992) avec Dave Swarbrick
- Signs of Life (1998)
- Waiting for Angels (2004)
- Straws in the Wind (2006) avec Dave Swarbrick